# Липовка (Увинский район)
Липовка (удм. Покчи Скалгурт) — деревня в Увинском районе Удмуртии, входит в Ува-Туклинское сельское поселение.

## География
Находится в 82 км к юго-западу от посёлка Ува и в 116 км к юго-западу от Ижевска.

## История
В 1964 г. Указом Президиума ВС РСФСР деревня Малый Скалгурт переименована в Липовку.

## Население
| 2010 | 2012 |
| ---- | ---- |
| 15   | ↘14  |